# 火蒺藜
火蒺藜，火器，藥包中加入助燃的瀝青和帶刺的鐵蒺藜所製而成。於咸平三年（1000年）由士兵出身的神衛隊長唐福所製造，並獻予宋朝朝廷。

## 戰爭使用
天統元年（1363年）朱元璋戰陳友諒於鄱陽湖，即曾使用火銃、火炮、火蒺藜、軍炮等兵器。